# Patrik Kovács
Patrik Kovács (Ózd, 3 juni 1996) is een Hongaars darter die uitkomt voor de WDF en de PDC.

## Carrière
Op zestienjarige leeftijd nam Kovács voor het eerst deel aan de PDC Development Tour, waar hij in 2011 zijn eerste kwartfinales bereikte. In de daaropvolgende jaren deed hij alleen mee aan nationale toernooien van internationale rang, waar hij drie keer de Hungarian Open jeugdcompetitie won. In 2013 werd hij door de nationale federatie uitgenodigd om deel te nemen aan de WDF Europe Cup Youth. In de enkelspelcompetitie werd hij in de tweede ronde uitgeschakeld, maar in de koppelcompetitie met András Borbényi wonnen ze een bronzen medaille.
In 2015 werd Kovács op basis van de nationale resultaten uitgenodigd om deel te nemen aan de senioren WDF World Cup 2015. In de enkelspelcompetitie verloor hij in de eerste ronde van Darius Labanauskas met 2-4 in legs. In de paren- en teamcompetitie boekte Kovács geen succes, hij viel in de eerste fase van beide competities uit. Toch nam Kovács voor het eerst deel aan de World Cup of Darts 2016, waar hij samen met Nándor Bezzeg de tweede ronde bereikte en vrij onverwachts de vertegenwoordiging van Thailand versloeg in de eerste ronde. In de tweede ronde verloren ze van België in de enkelpartijen tegen Kim en Ronny Huybrechts.
In 2016 bereikte Kovács ook de finale van de Hungarian Classic en speelde hij in de WDF Europe Cup 2016. Hij werd echter in de beginfase van alle competities opnieuw uitgeschakeld. In 2018 kwalificeerde Kovács zich voor de International Darts Open, waar hij in de eerste ronde met 1-6 in legs verloor van Steve Lennon. Het was ook het jaar dat hij zijn toewijding overdroeg aan Professional Darts Corporation-toernooien. In november nam hij voor het eerst deel aan het PDC World Youth Championship. In de groepsfase verloor hij beide wedstrijden van Keelan Kay en de uiteindelijke winnaar Dimitri Van den Bergh.
In 2019 speelde Kovács in zijn eerste PDC Q-School, waarbij hij de laatste 32 bereikte. Het gebrek aan succes bracht hem echter terug naar deelname aan de WDF-toernooien. Zijn beste prestatie was zijn promotie naar de laatste 16 van de Apatin Open. In de tweede helft van het jaar bereikte hij zijn tweede kwartfinales op de PDC Development Tour. Hij won de Eastern Europe Qualifier voor het PDC World Youth Championship, waar hij in de groepsfase verloor van de favoriet Keane Barry.
Hij nam ook deel aan de PDC Q-School in 2020, maar opnieuw zonder succes. In sommige WDF-toernooien bereikte Kovács de laatste 16 voordat hij zich kwalificeerde voor de World Cup of Darts 2020 waar hij samenspeelde met János Végső. In de eerste ronde werden ze verslagen door José de Sousa en José Marquês met 0-5 in legs. Aan het einde van het jaar had hij een goede kans om te starten in het PDC World Darts Championship, maar verloor in het kwalificatietoernooi voor Oost-Europa van Boris Krčmar.
Begin november 2020 nam Kovács deel aan de WDF Virtual Cup. Hij registreerde twee 100+-gemiddelden tijdens de beginfase van de competitie en eindigde als derde in zijn groep vanwege verliezen tegen Dale Hughes en Ricardo Pietreczko. Kovács speelde meer dan 112 gemiddeld in een wedstrijd tegen Dameon Steffens, voordat hij Martin Heneghan en Sebastian Białecki versloeg om de halve finales te bereiken. Kovács versloeg vervolgens Martin Adams in de halve finale en versloeg uiteindelijk Alan Soutar met 6-4 in legs om de wedstrijd te winnen.
In 2021 werd hij opnieuw vertegenwoordiger van Hongarije in de World Cup of Darts 2021 met János Végső. Deze keer verloren ze opnieuw in de eerste ronde, waarbij ze verloren van Darius Labanauskas en Mindaugas Barauskas uit Litouwen. In september nam hij deel aan de Gibraltar Darts Trophy, maar hij verloor van Rob Cross met 4-6 in legs.
In 2022 won Kovács de Budapest Classic en even later was hij succesvol op de Romanian Open. Op de Serbia Open won hij dit jaar zijn derde WDF-titel. Uitstekende prestaties in de regio stelden hem in staat een krachtig rankingvoordeel te behalen, wat hem een debuut op het WDF World Darts Championship 2023 garandeerde. Daar verloor hij in de eerste ronde van Jim Widmayer.
Op de Hungarian Darts Trophy 2023 verloor Kovács in de eerste ronde van Rowby-John Rodriguez met 5-6 in legs.
Op de Czech Darts Open 2024 verloor Kovács in de eerste ronde van Jermaine Wattimena met 5-6 in legs. Op de World Cup of Darts 2023 werd Kovács samen met Levente Sárai uitgeschakeld in de groepsfase.
Hij wist zich opnieuw te kwalificeren voor het WDF World Darts Championship 2024.

## Resultaten op wereldkampioenschappen

### WDF
- 2023: Laatste 48 (verloren van Jim Widmayer met 1–2)
- 2024: Laatste 48 (verloren van Björn Lejon met 0–2)